# Otto mesi in due ore
Otto mesi in due ore (o Gli esiliati in Siberia) è un'opera in tre atti di Gaetano Donizetti su libretto di Domenico Gilardoni. Fu rappresentata per la prima volta al Teatro Nuovo di Napoli il 13 maggio 1827.
Gli interpreti della prima rappresentazione furono:
| Ruolo            | Interprete           |
| ---------------- | -------------------- |
| Imperatore       | Manzi                |
| Gran Maresciallo | Giuseppe Fioravanti  |
| Potoski          | Giuseppe Loyra       |
| Fedora           | Servoli              |
| Elisabetta       | Caterina Lipparini   |
| Maria            | Francesca Ceccherini |
| Michele          | Gennarino Luzio      |
| Iwano            | Vincenzo Galli       |
| Alterkan         | Raffaele Scalese     |
| Orzak            | Giuseppe Papi        |

## Storia delle rappresentazioni
L'opera subì lungo gli anni molte revisioni e cambi di titolo, con esecuzioni dalle vicende convolute come la sua trama. La prima versione del 1827 fu eseguita 50 volte nel corso della stagione.
Il 30 maggio 1828 ha la prima al Real Teatro Carolino (poi Teatro Bellini (Palermo)) nella seconda versione.
Il 3 febbraio 1831 ha la prima al Teatro Ducale di Modena come Gli esiliati in Siberia.
Nel 1831, fu presentata da Luigi Astolfi al Teatro della Pergola di Firenze col titolo Gli esiliati in Siberia, con tiepido successo. Nel 1832, Donizetti revisionò alquanto l'opera, adattando il ruolo di Elisabetta originariamente da soprano per il celebre contralto austro-ungherese Caroline Ungher andata in scena il 4 febbraio al Teatro Valle di Roma come Gli esiliati in Siberia ossia Otto mesi in due ore. Un'ulteriore revisione fu quella per Livorno del 1833.
Il 28 febbraio 1835 avviene la prima della quarta versione nel Teatro Carignano di Torino.
Il 4 marzo 1839 avviene la prima nel Teatro Nacional de São Carlos di Lisbona nella seconda versione.
Tra il 1838 e il 1840 Donizetti rivide l'opera in modo sostanziale, aggiungendo nuova musica per una versione più lunga, Élisabeth ou la fille de l'exilé, destinata a Parigi. Il libretto francese fu scritto da Adolphe de Leuven e Léon-Lévy Brunswick. Il musicologo americano Will Crutchfield ritiene che a questo punto l'opera sarebbe diventata completamente diversa dall'originale, pur mantenendone alcuni elementi. Il nuovo lavoro però non fu mai rappresentato durante la vita di Donizetti. Donizetti più tardi offrì il lavoro all'His Majesty's Theatre di Londra, ma neppure in questo caso seguirono rappresentazioni.
Il compositore italiano Uranio Fontana, che dichiarava di essere stato allievo di Donizetti, tentò di riesumare la versione francese dopo la morte del bergamasco; Will Crutchfield, tuttavia, pensa che Fontana non avesse accesso al manoscritto, che a questo punto doveva trovarsi a Londra; Fontana forse cercò di adattare lo spartito originale al libretto francese più lungo, componendo la musica mancante, quasi metà dell'opera. La versione di Fontana andò in scena al Théâtre Lyrique di Parigi il 31 dicembre 1853.

### Rappresentazioni del XX secolo
Lo spartito lungamente dimenticato di Elisabetta fu rinvenuto più tardi nei seminterrati del Royal Opera House di Londra. Il primo e terzo atto furono trovati da Will Crutchfield nel 1984, il secondo atto da Richard Bonynge nel 1988. La prima rappresentazione, con lo spartito curato da Will Crutchfield e Roger Parker, si ebbe al Royal Festival Hall di Londra il 16 dicembre 1997. Carlo Rizzi diresse il coro e l'orchestra della Royal Opera House in una edizione in forma di concerto con Andrea Rost nella parte di Elisabetta, e il giovane Juan Diego Flórez come Conte Potoski.
La prima rappresentazione della versione francese del 1840, Élisabeth ou la fille de l'exilé, con l'utilizzo della sola musica di Donizetti ebbe luogo al Caramoor International Music Festival il 17 luglio 2003.. Will Crutchfield diresse l'Orchestra di St. Luke in una produzione semi-scenica. Irini Tsirakidis cantò nel ruolo di Élisabeth, e Yeghishe Manucharyan era il Conte Potoski. Per preparare questa edizione, Crutchfield lavorò sul manoscritto francese, usando l'oechestrazione della versione di Londra, e lo spartito originale di Otto mesi in due ore Per ricostruire l'aria finale. I recitativi da Elisabetta vennero adattati per adattarsi all'opéra comique, come doveva essere la versione francese.

## Trama
L'azione succede nella prima parte in Saimka; nella seconda sulle rive del Kama; e nell'ultima in Mosca.

### Atto I
Essendo stati ingiustamente esiliati, il Conte Potoski, sua moglie Fedora e la loro figlia Elisabetta vivono in una traballante dimora nei pressi di un'abbazia. Elisabetta giura di intraprendere un difficile viaggio a piedi verso Mosca per ottenere il perdono dello zar.

### Atto II
Elisabetta viene aiutata dalle orde di tartari, che inizialmente l'avevano minacciata, poi sono stati conquistati dalla sua innocenza e virtù. Ella incontra anche Ivano, l'uomo che è responsabile dell'esilio dei suoi genitori, che ora lavora come traghettatore presso un fiume. Quando il fiume staripa, Elisabetta si salva costruendo una zattera con la tomba in legno della madre morta di Iwano.

### Atto III
Il Gran Maresciallo, che è anche parzialmente responsabile per l'esilio della famiglia di Potoski, tenta di mettere in difficoltà Elisabetta. Ciononostante, ella riesce a raggiungere lo zar, che nel frattempo ha ricevuto una lettera dal messaggero Michele (amico di Elisabetta e figlio della sua bambinaia) che spiega l'ingiustizia dell'esilio. Lo zar perdona l'intera famiglia che può così riunirsi a Mosca.

## Struttura musicale
- Sinfonia

### Atto I
- N. 1 - Introduzione Ahi! la misera Fedora! (Maria, Fedora, Coro, Potoski)
- N. 2 - Cavatina di Elisabetta Dal palpitar cessate
- N. 3 - Cavatina di Michele Songh'io, proprio chillo sguiglio (Michele, Fedora, Potoski, Elisabetta, Maria)
- N. 4 - Duetto fra Elisabetta e Michele Zitto zitto; il ver io dico
- N. 5 - Terzetto fra Elisabetta, Potoski e Fedora Deh, qui fermate il piede, e vi sovvenga (Elisabetta, Potoski, Fedora, Maria)
- N. 6 - Finale I Oh, partendo insiem col figlio (Elisabetta, Michele, Maria)

### Atto II
- N. 7 - Cavatina di Iwano Morte! Ah, vieni ad involarmi
- N. 8 - Duetto fra Iwano ed Elisabetta Ed il suol mi regge ancor!...
- N. 9 - Quartetto Tartaro masnadier (Alterkan, Coro, Orzak, Iwano, Elisabetta)
- N. 10 - Finale II Ma… oh Dio!… densa caligine (Iwano, Elisabetta, Coro)

### Atto III
- N. 11 - Cavatina del Maresciallo Tutto è gioia. Tutto è calma.
- N. 12 - Aria di Michele  Ecco… comme?… a chi?… che cosa?… (Michele, Elisabetta, Maresciallo)
- N. 13 - Finale Ultimo Viva ognor del russo impero (Coro, Imperatore, Maresciallo, Elisabetta, Michele, Potoski, Fedora, Maria)

## Discografia
| Anno | Cast (Elisabetta, Potoski, Fedora, Maria                            | Direttore, Orchestra e Coro                                                                                                   | Etichetta                      |
| ---- | ------------------------------------------------------------------- | --- | ------------------------------ |
| 1999 | Brigitte Hahn, Luca Canonici, Christine Barbaux, Alessandra Palomba | Enrique Diemecke, Orchestre National de Montpellier e Coro della Radio Lettone (Registrato dal vivo a Montpellier, 12 luglio) | Audio CD: Actes Sud Cat: AD124 |